# Gabriele Gloger-Tippelt
Gabriele Gloger-Tippelt (geb. Köstlin; * 29. Oktober 1944 in Rostock) war Professorin für Entwicklungspsychologie und Pädagogische Psychologie am Erziehungswissenschaftlichen Institut der Heinrich-Heine-Universität Düsseldorf und ist seit dem 1. März 2010 im Ruhestand.

## Werdegang
Gabriele Gloger-Tippelt erwarb 1968 ein Diplom in Psychologie an der Ruprecht-Karls-Universität Heidelberg und promovierte hier bei Carl Friedrich Graumann 1972 zum Dr. phil. Ihre Promotion wurde durch die Studienstiftung des deutschen Volkes gefördert. Von 1971 bis 1974 war sie wissenschaftliche Angestellte im DFG-Projekt des Psychologischen Instituts der Universität Heidelberg und von 1974 bis 1990 Akademische Rätin am Psychologischen Institut. 1990 bis 1998 war sie dann Akademische Oberrätin. Ihre Habilitation folgte 1992 an der Fakultät für Sozial- und Verhaltenswissenschaften der Universität Heidelberg. Sie hat seitdem die Venia legendi für das Fach Psychologie. Nach Lehrstuhlvertretungen an den Universitäten in Saarbrücken und Darmstadt wurde sie 1998 Universitätsprofessorin für Entwicklungspsychologie und Pädagogische Psychologie an der Heinrich-Heine-Universität Düsseldorf.

## Weiteres Engagement
Gabriele Gloger-Tippelt nimmt verschiedene Aufgaben in der akademischen Selbstverwaltung wahr. So ist sie mit der Geschäftsführung des Erziehungswissenschaftlichen Instituts betraut und eine der zwei Gleichstellungsbeauftragten der Philosophischen Fakultät. Sie ist außerdem stellvertretendes Mitglied des Fakultätsrats sowie Mitglied der Berufungskommissionen.

## Mitgliedschaften
Gloger-Tippelt ist Mitglied der Deutschen Gesellschaft für Psychologie, der Fachgruppe Entwicklungspsychologie sowie der International Society for the Study of Behavioural Development.

## Veröffentlichungen
- Bindung in der mittleren Kindheit : das Geschichtenergänzungsverfahren zur Bindung 5- bis 8-jähriger Kinder (GEV-B) ; mit DVD. Weinheim ; Basel : Beltz PVU,. 2009 (Mitautorin: Lilith König), ISBN 978-3-621-27676-4					       	       * Bindung im Erwachsenenalter. Ein Handbuch für Forschung und Praxis. Bern: Hans Huber. 2001. ISBN 3-456-83414-4
- Ein Kinderwunsch aus psychologischer Sicht. Leverkusen; Leske Verlag. Ein Literaturbericht im Auftrag des Bundesministeriums für Jugend, Familie, Frauen und Gesundheit. (Mitautoren: B. Gomille & R. Grimmig) 1993. ISBN 3-8100-0959-8
- Schwangerschaft und erste Geburt. Psychologische Veränderungen der Eltern. Stuttgart: Kohlhammer. 1988. ISBN 3-17-009813-6
- Subjektive Theorie von Frauen über ihre erste Schwangerschaft : theoret. Konzepte u. method. Möglichkeiten. Heidelberg : Psycholog. Inst. d. Univ, 1980
- Soziale Kognition im Vorschulalter. Weinheim: Beltz Forschungsberichte. (Mitautoren: S. Croissier & G. Heß) 1979.
- Gabriele Köstlin-Gloger: Sozialisation und kognitive Stile. Weinheim: Beltz. 1974.